# ناحیه حمادیه
ناحیه حمادیه (به عربی: دائرة حمادیة) یک ناحیه در الجزایر است که در استان تیارت واقع شده‌است.